# Салас, Юстин
Юстин Делфин Салас Гомес (исп. Youstin Delfín Salas Gómez 17 июня 1996, Кариари, провинция Лимон) — коста-риканский футболист, полузащитник сборной Коста-Рики.

## Карьера
Начинал свою карьеру в клубе «Сантос де Гуапилес». Из него он перешел в «Эредиано», вместе с которым полузащитник побеждал в чемпионате страны. Однако закрепиться в основном составе Салас не смог, и в скором времени он оказался в «Мунисипаль Гресии». В 2022 году полузащитник перешел в один из самых популярных клубов страны «Депортиво Саприсса».

### В сборной
Салас выступал за юниорскую сборную страны. За главную национальную команду дебютировал 12 ноября 2021 года в гостевом матче отборочного турнире Чемпионата мира 2022 года против Канады (0:1). В своей первой игре за «тикос» полузащитник провел 65 минут, после чего уступил место на поле Кейшеру Фуллеру.
В начале ноябре футболист вошел в окончательную заявку сборной на мундиаль в Катаре. На групповом раунде турнира полузащитник принял участие в двух матчах против Японии (1:0, на 90-й минуте заменил Сельсо Борхеса) и Германии (2:4, после перерыва сменил Брандона Агилеру).

## Достижения
- Победитель Лиги КОНКАКАФ (1): 2018.
- Финалист Лиги КОНКАКАФ (1): 2017.
- Чемпион Коста-Рики (1): 2018 (Апертура).